# 八条実俊
八条 実俊（はちじょう さねとし）は、鎌倉時代前期の公卿。参議・藤原公清の長男。母は権大納言・源資賢の娘。官位は従三位・非参議。

## 家系
実俊は閑院流滋野井家の分流である八条家の出身である。弟である実隆の年齢を考慮すると、40歳前後で死去したものと考えられる。弟・実隆の系統は参議を極官とする河鰭家として続いたが、実俊の系統は非参議公卿の家格で室町時代まで存続した。なお、『徒然草』第45段に登場する藤原公世は実俊の子である。

## 経歴
以下、『公卿補任』と『尊卑分脈』の内容に従って記述する。
- 建仁3年（1203年）1月5日、叙爵[2]。
- 元久2年（1204年）4月10日、侍従に任ぜられる。
- 建永元年（1206年）1月6日、従五位上に昇叙[3]。
- 承元2年（1208年）12月9日、左少将に任ぜられる。
- 承元3年（1209年）1月13日、相模権介を兼ねる。
- 建暦元年（1211年）1月5日、正五位下に昇叙。
- 建保元年（1213年）1月6日、従四位下に昇叙。
- 貞応元年（1222年）1月6日、従四位上に昇叙。同年11月3日、右少将に転任。
- 貞応2年（1223年）1月27日、播磨介を兼ねる。同年2月1日、正四位下に昇叙。
- 嘉禄元年（1225年）11月7日、右中将に転任。
- 安貞2年（1228年）2月1日、伊予介を兼ねる。
- 寛喜元年（1229年）9月24日、父・公清の喪が明けて復任。
- 天福元年（1233年）1月6日、従三位に叙される。
- 嘉禎3年（1237年）12月18日、卒去。

## 系譜
- 父：藤原公清（1166-1228）
- 母：源資賢娘
- 妻：春華門院大進 - 佐々木定綱娘
  - 次男：藤原公世（?-1301） - 洞院実雄の猶子
- 生母不明の子女
  - 男子：八条公有
  - 男子：八条実清
  - 男子：公員
  - 男子：道源
  - 男子：公秋
  - 男子：良寛
  - 女子：中山忠定室